# Canal+ (Frankreich)
Canal+ ist ein in Frankreich landesweit zu empfangender, börsennotierter Bezahlfernsehsender mit Sitz in Issy-les-Moulineaux, Département Hauts-de-Seine. Er gehört zur Groupe Canal+, die als börsennotiertes Unternehmen aus der Aufspaltung des Medienkonzerns Vivendi per 16. Dezember 2024 entstanden ist.

## Programm
Wie nahezu alle Bezahlfernsehsender strahlt Canal+ relativ aktuelle Spielfilme mehrmals über einen Zeitraum von zwei Monaten aus. Auffallend ist, dass fast alle ausländischen Filme dabei abwechselnd in französischer Synchronfassung oder im Original mit Untertiteln gezeigt werden. Es gibt über Satellit und TNT (das digitale franz. terrestrische Fernsehen) immer 2 Tonspuren, eine für französisch und eine für den Originalton. Neben Kinofilmen und Sport gehören auch Serien und Dokumentationen zum festen Programmbestandteil von Canal+, außerdem stehen auch viele Sportarten zur Verfügung.
Der Sender strahlte unter anderem seit 1988 die Sendung Les Guignols de l’info (deutsch „Das Kaspertheater der Nachrichten“) und einige andere Sendungen wie News und vor allen Dingen die Kult Musik Sendung le TOP 50, dazwischen Werbung und Programm Tipps von Canal+ unkodiert aus.
Die erste alte Codierung war Descret 11, bei der das Bild leicht hin und verzogen wurde.
Die zweite war Nagravision Syster, die gleiche wie früher bei premiere, das Bild wurde hoch und runter verzogen, allerdings war in Frankreich auch der Ton verschlüsselt.
Gleichzeitig finanziert der Sender viele Kinofilme und den Profifußball. Dies ist besonders bei französischen Filmen sichtbar, in deren Vorspann oft „avec la participation de Canal+“ (in Zusammenarbeit mit Canal+) zu lesen ist. Diese Co-Finanzierung ist nicht ganz uneigennützig, da Spielfilme und Sport zu den Zugpferden von Canal+ zählen. International beteiligt sich Canal+ über den firmeneigenen Filmverleih Studiocanal und dessen Tochtergesellschaften, darunter die Studiocanal GmbH in Berlin, an der Distribution, dem Handel und der Koproduktion von Kinofilmen. Die Canal-Plus-Gruppe gehört zum Medienkonzern Vivendi Universal.

## Geschichte
1984 lancierte die Groupe Canal+ den auf analog terrestrischer Grundlage arbeitenden Pay-TV-Sender Canal+, der damit einer der ältesten Bezahlfernsehsender in Europa ist. Im Jahre 2007 zählte der zusammen mit seinem auf digitaler Grundlage arbeitenden Ableger Canal+ Le Bouquet rund 4,5 Mio. Abonnenten für alle Übertragungswege (terrestrisch, Kabel, Satellit und Internet). Charakteristisch ist, dass das Hauptprogramm nahezu landesweit über die normale Hausantenne zu empfangen ist.
Mitte 1988 ist Canal Plus in Frankreich mit rund zwei Millionen Abonnenten der größte Pay-TV-Anbieter und finanziert sich überwiegend aus den Abonnenten-Gebühren (Preis 1988: monatlich rund 44,50 DM). Rund 25 Prozent der Einnahmen musste Canal Plus zugunsten französischer Filmproduktionen ausgeben (Senderechte oder als Mitproduzent). Im Gegenzug durfte Canal Plus Kinofilme vor allen anderen Fernsehsendern ausstrahlen.
Seit Mitte der 1990er Jahre betreibt Canal+ das digitale Bouquet CanalSat. Die damals neue digitale Technik brachte Canal+ auch erstmals einen Bezahlfernseh-Konkurrenten, die Plattform TPS, Television par Satellite (deutsch „Fernsehen über Satellit“).
Im Jahr 1991 war Canal+, zusammen mit Bertelsmann, Initiator des auf dem Kanal Teleclub hervorgegangenen Senders Premiere. Der von der Premiere AG verwendete analoge Dekoder ein F Sagem Syster G1 Decoder aus dieser Zeit war mit dem von Canal+ identisch, auffallend war der „weiße Schlüssel“, den man in den Dekoder stecken musste, um das Programm zu dekodieren.
Schon vorher hatte Canal+ begonnen zu expandieren: Aus FilmNet wurde Canal+ Benelux und Canal+ Skandinavien, es entstanden Canal+-Kanäle in Spanien und Belgien (in Spanien und im französischsprachigen Teil Belgiens ebenfalls über Hausantenne). In Polen werden die Canal+-Sender durch die Platforma Canal+ (nc+ von 21. März 2013 bis 3. September 2019) verbreitet.
Viele dieser Kanäle sind inzwischen weiterverkauft und oftmals umbenannt: Canal+ Benelux heißt nun PRIME in Flandern bzw. Be TV in der Wallonie und in Luxemburg, in den Niederlanden heißen die Kanäle nun FILM 1 und SPORT 1 und in Spanien hat der analoge Free-TV-Sender Cuatro das terrestrische Programm ersetzt.

## Kritik
In heftige Kritik geriet der Kanal, als er am 6. November 2005 Videoaufnahmen der Pariser Krawalle 2005 verfälschte. Randalierer, offenbar nordafrikanischer Herkunft, riefen vernehmlich „Sarkozy, sale juif“ („Sarkozy, dreckiger Jude“), dies gaben Untertitel als „Sarkozy fasciste“ wieder. Canal+ wurde Rücksichtnahme auf eine durch die Regierung gedeckte antisemitische Haltung breiter Bevölkerungsschichten, insbesondere der französischen Muslime, vorgeworfen.